# Bedford Midi
Der Bedford Midi war ein mittelgroßer Lieferwagen, der von 1985 bis 1987 von Bedford Vehicles Ltd. und daraufhin bis 1996 von der IBC Vehicles Ltd. gebaut wurde. Er löste den Bedford CF ab. Er war in der Art vergleichbarer japanischer Fahrzeuge konstruiert und besaß Unterflurmotoren von Isuzu. Die Reihenvierzylinder waren als Benzinmotoren mit 1,8 l und 2,0 l Hubraum, als Dieselmotoren mit 2,0 l oder 2,2 l Hubraum, oder als Turbodieselmotor mit 2,4 l Hubraum erhältlich. Im Grunde handelte es sich um einen im Luton gebauten Isuzu WFR mit einigen von Vauxhall angebrachten Änderungen. Der Midi sollte den alten CF ersetzen, was ihm allerdings nie gelang. Dieses Modell markiert auch das Ende der Bedford-eigenen Konstruktionen, da es für GM billiger war, Konstruktionen von Schwesterfirmen einzusetzen. Im Laufe des Jahres 1985 gab es Gespräche mit Freight Rover über eine Lizenzfertigung des Sherpa 300, die aber Ende 1986 ergebnislos abgebrochen wurden. Nach einem Crashtest des japanischen Isuzu WFR mit schlechtem Ergebnis gab es auch Diskussionen über die Sicherheit des Midi. Der Midi hatte entweder eine altmodische Lenkradschaltung, die allerdings für einen 3. Sitzplatz vorne sorgte, oder eine konventionelle Knüppelschaltung. Es gab ihn mit langem oder kurzem Radstand, mit normalem Dach oder mit Hochdach. Die Minibusversion hieß Albany.
Der Midi wurde 1989 überarbeitet. Er bekam ein neues Armaturenbrett und neue Sitze sowie neue Türverkleidungen und eine andere Frontpartie. Das Motorenangebot blieb unverändert.
1997 wurde der Midi durch den Vauxhall Arena ersetzt.